# Walter Buckmaster
Walter Selby Buckmaster (Wimbledon, Londres, 16 d'octubre de 1872 – Warwick, Warwickshire, 30 d'octubre de 1942) va ser un jugador de polo anglès.
Buckmaster va ser educat a la Repton School i al Trinity College de Cambridge. Va jugar futbol en ambdues escoles i posteriorment fou capità de l'equip de Polo a Cambridge.
En finalitzar la universitat treballà a la borsa i, junt al seu amic Charles Armytage-Moore, va fundar la corredoria de borsa Buckmaster & Moore. Buckmaster va continuar practicant el polo en diferents equips dels voltants de Londres, guanyant nombrosos títols. El 1900 va prendre part en els Jocs Olímpics de París, on guanyà la medalla de plata en la competició de polo com a integrant de l'equip BLO Polo Club Rugby. En aquest equip també hi competien Frederick Freake, Jean de Madre i Walter McCreery.
Vuit anys més tard, com a membre del Hurlingham Club disputà novament la competició de Polo als Jocs Olímpics de Londres, on tornà a guanyar la medalla de plata.
Buckmaster va formar part de l'equip del Hurlingham Club que va guanyar la International Polo Cup el 1902.
Tot i que ja era gran i superava l'edat d'allistament, va prendre part en la Primera Guerra Mundial al Servei Sanitari, adscrit a l'Exèrcit francès.